# Alexandru Athanasiu
Alexandru Athanasiu (f. 1. januar 1955 i Bukarest) var Rumæniens premierminister fra 13. december til 22. december 1999 efter Radu Vasiles afgang.
Athanasiu blev valgt til parlamentet i 1992 og var arbejdsminister fra 1996. Han blev valgt senator i 2000 og var skoleminister i 2003-04. Siden 2007 er han medlem af Europa-Parlamentet.
Athanasiu har været medlem af det Socialdemokratiske parti siden det blev stiftet i 2001.
1. ↑  Navnet er anført på svensk og stammer fra Wikidata hvor navnet endnu ikke findes på dansk.